# 姚珽
姚 珽（よう てい、641年 - 714年）は、唐代の官僚。本貫は湖州武康県。

## 経歴
姚璹の弟にあたる。若くして学問を好み、苦労して自立した。明経に挙げられ、定州・汴州・滄州・虢州・豳州などの刺史を歴任した。銀青光禄大夫の位を加えられ、秦州刺史に転じた。善政で知られ、璽書により褒賞された。神龍元年（705年）、宣城郡公に封じられた。三度異動して太子詹事となり、太子左庶子を兼ねた。ときに節愍太子李重俊に不法のことがあり、姚珽は前後して上書し諫めた。李重俊は姚珽の上書を良いものと認めたが、態度を改めることはなかった。神龍3年（707年）、李重俊が敗北すると、東宮の中を捜索されて、姚珽の諫書が発見され、中宗はその厳正ぶりを称賛した。ときに東宮の臣はみな左遷されたが、ひとり姚珽は右散騎常侍の位を受けた。1年あまりして、秘書監に転じた。
景雲元年（710年）、睿宗が復位すると、姚珽は戸部尚書に任じられ、太子賓客に転じた。先天2年（713年）、金紫光禄大夫の位を加えられ、再び戸部尚書となった。開元2年（714年）、死去した。享年は74。著書に『漢書紹訓』40巻があった。

## 子女
- 姚昌源[5]
- 姚昌潤（宣州刺史）[5]
- 姚昌温[6]
- 姚昌済[6]

## 伝記資料
- 『旧唐書』巻89 列伝第39
- 『新唐書』巻102 列伝第27